# Куфія трикутноголова
Куфія трикутноголова (Trimeresurus trigonocephalus) — отруйна змія з роду Куфія родини Гадюкові. Інша назва «зелена куфія».

## Опис
Загальна довжина досягає 60—75 см. Голова широка, пласка, різко трикутна, із загостреною мордою, вкрита дрібними щіточками неправильної форми. Шия різко звужена, так що передня частина тіла нагадує спис. Тулуб стрункий з гладенькою або слабко кілеватою лускою, яка утворює 17—19 рядків навколо середини тулуба. Хвіст чіпкий.
Забарвлення зелене з темними, зазвичай чорними, плямами або лініями. По хребту може проходити жовта смуга. Черево жовтувато—зелене або сіре.

## Спосіб життя
Полюбляє дощові ліси, луги, плантації. Значний час проводить на деревах. Зустрічаються на висоті від 153 до 1075 м над рівнем моря. Активні вночі. Харчуються ящірками, жабами та щурами.
Це живородна змія. Самиця народжує від 5 до 25 дитинчат завдовжки 20—25 см.

## Отруйність
Отрута має помірну токсичність. Внаслідок укусу виникає пухлина, з'являється біль, які минають протягом декількох днів. Інколи отрута цієї змії може викликати ниркову недостатність та серцеву дисфункцію.

## Розповсюдження
Це ендемік о.Шрі-Ланка.